# María Esther Leguizamón
María Esther Leguizamón (Buenos Aires, Argentina; - Idem; 1980) fue una actriz de cine, teatro y televisión argentina.

## Carrera
Leguizamón fue una veterana actriz de reparto que tuvo una extensa carrera sobre todo en la pantalla chica argentina, donde compartió escenario con grandes estrellas de aquel momento como Arnaldo André, Thelma Biral, Claudio García Satur, Dorys del Valle, Susy Kent, Aldo Barbero, Beatriz Taibo, Soledad Silveyra, Gabriela Gili, Sebastián Vilar, Marilina Ross y Atilio Marinelli.
Fue una de las actrices secundarias selectas de Alberto Migré. Encarnó personajes secundarios como mucamas, hermana, vecina o amiga.  Actuó en telenovelas tales como Dos a quererse, Una luz en la ciudad, Pobre diabla, Piel naranja, entre muchos otros.
En cine actuó en 1943 en la comedia La hija del ministro dirigida por Francisco Mugica con Enrique Serrano, Juan Carlos Thorry y Silvana Roth.

## Filmografía
- 1943: La hija del ministro.

## Televisión
- 1976: El tema es el amor. Ciclo de Unitarios.
- 1975: Piel naranja.

- 1974: Dos a quererse.
- 1973: Pobre diabla.
- 1971: Así amaban los héroes
- 1971: Una luz en la ciudad.
- 1969: Yo compre esta mujer.

## Teatro
- Cremona (1971) con Oscar Martínez, Tina Serrano, Osvaldo Terranova, María Bufano y gran elenco.
- ¡Que gallego macanudo! (1951), con Alberto Vacarezza, Pura Derqui, Julio Escobar, Carmen Llambí, Vicente Formi, Julio Bianquet  y Germán Vega.[2]
- La silla de ruedas (1970) con Ricardo Bouzás y Beatriz Herrera.[3]
- Señora, por usted me mato (1969), con la compañía de comedias de Pepe Arias, con Olga Casares Pearson, Pepita Muñoz y Héctor Calcagno.
- Martín Fierro (1949), estrenada en el Teatro de la Rivera Indarte de Córdoba. Con Pedro Tocci, Juan Pérez Bilbao, Silvia Fuentes y Elba Mania.[4]